# Forêt sacrée Bamèzoun
La forêt sarée Bamèzoun est un îlot forestier, situé dans la commune des Aguégués, dans le département de l'Ouémé, dans le Sud du Bénin.

## Localisation
La forêt sacrée Bamèzoun se trouve dans le village de Bembé, arrondissement d'Avagbodji, commune des Aguégués. Située à proximité du fleuve Ouémé, elle s'étend sur 15 Ha.

## Histoire
La genèse de cette forêt, remonte aux temps de Yahassa, ancêtre des Ouéménou, qui a fui la localité Aga pendant la guerre tribale pour s'installer dans la forêt, où il crée un cadre de vie. C'est devenu un espace sacré car c'est le lieu d'intronisation, et d'inhumation des rois wémenou. Bamèzoun signifie "forêt dans le marais".

## Biodiversité

### Flore
La Forêt sacrée de Bamèzoun est une forêt dense semi-décidue bien circonscrite, relativement conservée. 85 espèces végétales y ont été dénombrées, dont: Ceiba pentadra, Antiaris toxicaria, Milicia exelsa, Cola grandifoliafolia.

### Faune
La forêt sacrée Bamèzoun abrite 67 espèces d’oiseaux (32 familles) dont 4 espèces de mammifères rares, quatre espèces de serpent et quatre types d'escargot. A l’intérieur de la forêt se trouvent des sites sacrés et cimetière.